# Xiwei Feidi
Xiwei Feidi of Yuan Qin (Chinees: 元欽) (persoonlijke naam) (†554) was  Chinees keizer van de Westelijke Wei-dynastie van 551 tot 554.
Yuan Qin was de oudste zoon van de vorige keizer Xiwei Wendi. De werkelijke macht was in handen van generaal Yuwen Tai. Toen Yuan Qin, Yuwen Tai wilde elimineren, werd hijzelf door Yuwen Tai vergiftigd. Hij werd opgevolgd door zijn broer Xiwei Gongdi.